# Plicofollis platystomus
 Plicofollis platystomus és una espècie de peix de la família dels àrids i de l'ordre dels siluriformes.

## Morfologia
- Els mascles poden assolir 31 cm de longitud total.[6][7]

## Alimentació
Menja principalment invertebrats.

## Hàbitat
És un peix demersal i de clima tropical.

## Distribució geogràfica
Es troba a Àsia: l'Índia, Sri Lanka, el Pakistan, Myanmar i Bangladesh.

## Ús comercial
És important com a aliment per als humans.